# Manfred Bender
Manfred „Manni“ Bender (* 24. Mai 1966 in München) ist ein ehemaliger deutscher Fußballspieler und nunmehriger -trainer. Er spielte in der Bundesliga von 1989 bis 1999 für den FC Bayern München, den Karlsruher SC und den TSV 1860 München und bestritt für diese Vereine insgesamt 229 Spiele und erzielte 42 Tore.

## Karriere als Spieler

### FC Bayern München (1989–1992)
Im Sommer 1989 wechselte Manfred Bender vom Zweitligaaufsteiger SpVgg Unterhaching zum FC Bayern München. Er kam als Talent und Gewinner des Länderpokals, den er mit der Auswahl des Landesverbandes Bayern mit 4:2 im Elfmeterschießen gegen die Auswahl des Landesverbandes Hessen gewann. Trotz der großen Konkurrenz – Jürgen Kohler (1. FC Köln), Alan McInally (Aston Villa) und Radmilo Mihajlović (Dinamo Zagreb) wechselten ebenfalls zum Rekordmeister – kam er in seiner ersten Saison immerhin zu 20 Einsätzen, in denen er zwei Tore erzielte. Sein Bundesligadebüt gab er am 5. August 1989 (2. Spieltag), als er beim torlosen Unentschieden im Auswärtsspiel gegen Borussia Mönchengladbach in der 71. Minute für Radmilo Mihajlović eingewechselt wurde. Sein erstes Bundesligator war der Treffer zum 2:0-Endstand am 27. Oktober 1989 (15. Spieltag) beim FC St. Pauli. Am Ende der Saison gewann er seinen ersten Titel als Fußballprofi – den Meistertitel.
Benders zweite Saison begann wie die erste geendet hatte – mit einem Titelgewinn. Am 31. Juli 1990 gewann er mit den Bayern den DFB-Supercup mit 4:1 Toren gegen den 1. FC Kaiserslautern. In seiner zweiten Saison, 1990/91, wurden die Bayern Zweiter der Meisterschaft und Bender war dabei mit 33 Einsätzen und fünf Toren als Stammspieler gesetzt. Die darauf folgende Saison 1991/92 verlief für den FC Bayern München allerdings ungewöhnlich schlecht. Drei Trainer (Jupp Heynckes, Søren Lerby und Erich Ribbeck) „verschliss“ der Verein, das Abrutschen auf den zehnten Tabellenplatz konnte trotzdem nicht verhindert werden. Es wurde auch im Spielerkader nach Schuldigen gesucht und man schaute sich gleichzeitig nach neuen Spielern um. Bender wechselte im Sommer 1992 nach Karlsruhe und Mehmet Scholl kam im Gegenzug nach München.

### Karlsruher SC (1992–1996)
Neben Bender kam auch der Flügelstürmer Sergej Kirjakow zum KSC, so dass die Schäfer-Schützlinge sich zu einer angriffsstarken Mannschaft entwickelten. In der Saison 1992/93 erreichte die Mannschaft den sechsten Rang und qualifizierte sich damit für den UEFA-Pokal-Wettbewerb. Zum erfolgreichen Abschneiden des KSC in diesem Wettbewerb (der Höhepunkt war sicherlich der 7:0-Sieg im Heimspiel gegen den FC Valencia) trug der offensivstarke Mittelfeldspieler Bender wesentlich bei. Ein weiterer Erfolg mit dem KSC war das Erreichen des DFB-Pokal-Finales 1996.

### TSV 1860 München / Karlsruher SC (1996–2000)
1996 wechselte Bender zu den „Löwen“, für die er drei Spielzeiten – mit abnehmender Anzahl an Einsätzen, Letztere mit nur sechs – absolvierte. Danach kehrte er für eine Saison zum Zweitligisten Karlsruher SC zurück, kam aber nur zu zwei Einsätzen.

### 1. FC Saarbrücken und Ausklang (2000–2004)
Von 2000 bis 2002 war er 35-mal für den Zweitligisten 1. FC Saarbrücken aktiv und erzielte fünf Tore. Zum Abschluss seiner Fußballer-Karriere spielte er noch für die Oberliga-Vereine SV Wilhelmshaven und FC Ismaning, danach für den bayrischen Landesligisten TSV Eching.

## Karriere als Trainer
Bender begann seine Trainerkarriere im Mai 2006 beim österreichischen Regionalligisten 1. FC Vöcklabruck. Von Juni 2007 bis Januar 2008 trainierte er den österreichischen Bundesligisten SCR Altach, von dem er sich aber einvernehmlich trennte. 
Von Dezember 2010 bis Juli 2011 war Bender unter John Obuh Co-Trainer der U-20-Nationalmannschaft Nigerias, die am 1. Mai 2011 das Endspiel der Afrikameisterschaft mit 3:2 gegen Kamerun gewann.
Ab dem 1. Juli 2014 stand Bender beim österreichischen Zweitligisten SK Austria Klagenfurt als Trainer unter Vertrag. Am 16. März 2016 wurde er vorzeitig entlassen.
Ab Juni 2017 fungierte Bender als sportlicher Leiter des „Deutschen Fußball Internats“ (DFI) in Bad Aibling. Im September 2018 stellte der bayerische Regionalligist FC Pipinsried Bender als gleichberechtigten Trainer zum bisherigen Spielertrainer Fabian Hürzeler vor.
Im Winter 2019 wechselte Bender als Trainer zu Türkspor Augsburg und erreichte mit dem Verein am Saisonende über die Aufstiegsrelegation den Aufstieg in die Bayernliga. Nach dem 5. Spieltag der Saison 2019/20 wurde er am 8. August 2019 bei Türkspor entlassen.

## Karriere als Manager
Von März bis Juni 2013 war Bender als Sportmanager bei Kickers Offenbach tätig.

## Erfolge
- Deutscher Meister 1989, 1990 (mit dem FC Bayern München)
- DFB-Supercup-Sieger 1990 (mit dem FC Bayern München)
- Länderpokal-Sieger 1989 (mit der Bayern-Auswahl)

## Sonstiges
Vor allem bei Standards sorgte das „schlampernde Genie“ für Gefahr. Seine Stärke war das „Hereindrehen“ von Freistößen aus der rechten Halbfeldseite mit seinem starken linken Fuß, wobei der Ball entweder von einem Mitspieler mit dem Kopf in Richtung Tor verlängert wurde oder ohne Berührung direkt Richtung Tor gelangte. 
Im September 1992 wurde er von Bundestrainer Berti Vogts zu einem Sichtungslehrgang der Nationalmannschaft in der Sportschule Wedau eingeladen, zu einem Einsatz in der Nationalelf kam es jedoch nicht.
Legendär ist immer noch sein Tor gegen Oliver Kahn (FC Bayern München), das er per Freistoß aus fast unmöglichem Winkel direkt erzielte. Der Karlsruher SC gewann die Begegnung in München am 17. Februar 1996 (19. Spieltag) mit 4:1 Toren.
In Anlehnung an Manfred Bender wurde Sven Bender in seiner aktiven Zeit bei Borussia Dortmund von seinen Mitspielern „Manni“ genannt.